# Петер (фильм)
«Пе́тер» (англ. Peter) — музыкальная комедия венгерского режиссёра Германа Костерлица, выпущенная на экраны в 1934 году.

## Сюжет
Пожилой мужчина (Брессарт) и его семнадцатилетняя внучка Ева (Гааль) выброшены из съёмной комнаты за неоплату счетов. В тот же день на улице беглый преступник (Радаи) отнимает у девушки единственное платье и, переодевшись дамой, скрывается от преследующих его полицейских. Еве ничего не остаётся, как надеть оставленную вором брючную пару и начать новую жизнь юношей под именем Петер. Зарабатывая на жизнь, она устраивается разносчиком газет, а позже — подручным в автомобильной мастерской. В гараже (ранее традиционно служившим и автозаправочной станцией) неопытного Петера постоянно преследуют комичные ситуации и нелепые положения.
Однажды она случайно знакомится с доктором Робертом Бендлером (Ярай), и их отношения от изначально враждебных перерастают в товарищеские. Как-то в мастерскую заезжает тот самый беглый преступник, недавно обокравший Еву. Теперь он — благопристойный господин в смокинге и на дорогом автомобиле. Мошенник узнаёт в подростке девушку и, в знак благодарности за спасшее от полиции платье, дарит ей вечерний туалет, тут же отобрав его у сопровождающей дамы.
Ева примеряет платье. В этом наряде её застаёт неожиданно заехавший в гараж доктор Бендлер. Девушка представляется сестрой Петера. Следующие события — ряд комических сцен с перевоплощениями, традиционных для комедии ситуаций. В результате доктор Бендлер разгадывает тайну Петера-Евы и объясняется ей в любви.
Развитие сюжета сопровождается вокальными и танцевальными номерами.

## В ролях
- Франческа Гааль — Ева / Петер
- Феликс Брессарт — её дедушка
- Ганс Ярай — доктор Роберт Бендлер
- Имре Радаи — вор
- Отто Валльбург — Золнер, владелец гаража

## Награды
- Московский кинофестиваль 1935 года — почётный дипломом фильму, «соединившему занимательный сюжет четко сконструированного сценария с высоким актёрским мастерством»[1].

## Рецензии
- Художественный руководитель киностудии «Ленфильм» Адриан Пиотровский в обзоре «К итогам кинофестиваля в Москве» назвал фильм «Петер» развлекательной, очень ровно сделанной в сценарном отношении комедией, развивающей сюжет о девушке-золушке в большом городе[2].
- Аннотация государственного киноархива Австрии: «социально-критическая комедия в стиле Фрэнка Капры и Грегори Ла Кавы с элементами фарса и каламбура»[3].

## Культурное влияние
Фильм и созданный Франческой Гааль образ Петера оказал значительное влияние на многочисленные произведения культуры и искусства, прежде всего в СССР.
- Фильм-балет «Старое танго» 1979 года режиссёра Александра Белинского и балетмейстера Дмитрия Брянцева основан на сюжете и о́бразах «Петера»:

Сюжет «Старого танго» был взят мною для Максимовой… потому, что Франческу Гааль, исполнительницу главной роли, называли «Чаплин в юбке». Я хотел видеть Екатерину Максимову в мужском костюме… Сюжет «Старого танго» выстроился так, что юмору балерины был дан полный простор— Александр Белинский
- Фильму и актрисе посвятил главу в своих военных мемуарах писатель и журналист Александр Кривицкий[5]:

До войны шумным успехом пользовались у нас фильмы с Франческой Гааль — «Маленькая мама», «Петер», «Катерина». Сентиментальные, до отказа набитые благородными богачами, предлагающими руку и сердце бедным девушкам, они варьировали в тысячный раз сюжеты городских сказок Запада, а вот полюбились нашему зрителю: уж больно мила была актриса — хорошенькая, озорная, как бесенок, прелестно танцевавшая и певшая.
- В энциклопедии «Эстрада в России» упоминается частичное влияние актёрского мастерства Франчески Гааль на формирование образа Жанны Агузаровой («…во фрачной паре явно не со своего плеча она становилась похожа на знаменитого Петера Франчески Гааль…»)[6]
- По строчке из русского перевода танго Петера «Там где нет зимы» названа одна из книг Дины Сабитовой[7].
- Польская комедия «Князёк» (1937 год) в некоторых эпизодах практически цитирует «Петера». Однако ряд критиков указывает на заимствование образа, созданного Франческой Гааль, у Ренаты Мюллер из германского фильма 1933 года «Виктор и Виктория»[8][9].

## Дополнительная информация
- Полное название фильма на немецком языке «Peter, das Mädchen von der Tankstelle» (≈рус. Петер, девушка c автозаправки).
- После выхода фильма в СССР в моду вошла стрижка «под Петера»[10].
- Фильм демонстрировался в советском прокате дважды. В первый раз права на прокат фильма были закуплены после его демонстрации на Московском международном кинофестивале 1935 года. Фестиваль проходил в феврале, а уже 28 июля фильм вышел в широкий прокат (Субтитры – Союзинторгкино). Во второй раз фильм был выпущен в послевоенный прокат уже как трофейный вместе с целой обоймой иностранных кинолент, вывезенных из побеждённой Германии. Фильм заново был субтитрован на киностудии им. М. Горького (повторный прокат с 29 июля 1951 года)[11].